# 海默德
海默德（法語：Khemed）是埃爾熱所著《丁丁歷險記》中的一個虛構國家。它是一个位於紅海沿岸的阿拉伯酋長國，它被與約旦進行比較，其埃米爾就像哈希姆家族的國王，而穆勒帕夏（Mull Pasha）則對應於英國將軍格魯布·帕夏（Glubb Pasha）。
在布魯塞爾佛蘭芒語的馬羅爾方言里，海默德的意思是“明白了！” 該國許多人和地方的名稱均來源於馬羅爾方言。

## 地理
埃爾熱的故事將阿拉伯酋長國海默德放在今天沙特阿拉伯附近阿拉伯半島海岸的某個地方。更確切地說，該國位於亞喀巴灣之外，是當今沙特阿拉伯的飛地。根據《黑金之國》的敘述，首都距港口乘車不到一天的路程。

## 經濟
海默德的首都應位於亞喀巴和吉達之間的紅海沿岸，正如埃爾熱在《紅海鯊魚》里所繪地圖清楚顯示的那樣 。
這個國家德主要資源是石油。在這個市場被兩個競爭中的跨國集團Speedol和Skoil石油公司控制。海默德上有數條縱橫交錯的石油管道。
瓦德斯達機場每天都有阿拉伯航空的航班服務，包括貝魯特-麥加線。

## 文化
該國人口主體是穆斯林，但寬容其他宗教：允許非穆斯林飲酒，但禁止出售。
貝都因人的文化在海默德有很強的影響力。
當地人的風俗禮儀很原始，埃米爾具有的絕對權力。

## 外部連結
- "Black Gold: The four versions" on Tintinologist.org （页面存档备份，存于）